# Макайвер, Хью
Хью МакАйвер VC MM & Bar (англ. Hugh McIver; 21 июня 1890 — 2 сентября 1918) — рядовой Британской армии, кавалер Креста Виктории.

## Биография
Родился 21 июня 1890 года в местечке Килбаркан (шотландский Ренфрушир). Службу во время Первой мировой войны проходил во 2-м батальоне полка королевских шотландцев (Лотианского полка). Отмечен Крестом Виктории за следующий подвиг, упомянутый в London Gazette:

23 августа 1918 года к востоку от Курсель-лё-Компт, Франция, рядовой Макайвер был назначен курьером роты и под плотным артиллерийским и пулемётным огнём доставлял сообщения, невзирая на собстввенную безопасность. В одиночку он гнался за вражеским разведчиком до пулемётного гнезда и, убив шестерых солдат гарнизона, захватил 20 пленных и два пулемёта. Позже он, серьёзно рискуя, сумел остановить обстрел английского танка, который вёлся по ошибке по нашим позициям. Через 10 дней он погиб.
Оригинальный текст (англ.)On 23 August 1918 east of Courcelle-le Compte, France, Private McIver was employed as a company-runner and under heavy artillery and machine-gun fire carried messages regardless of his own safety. Single-handed he pursued an enemy scout into a machine-gun post and having killed six of the garrison, captured 20 prisoners and two machine-guns. Later he succeeded, at great personal risk, in stopping the fire of a British tank which was directed in error against our own troops. He was killed in action 10 days later.

Хью Макайвер погиб 2 сентября 1918 года в сражении у того же местечка Курсель-лё-Компт. Крест Виктории, которым он был награждён, является экспонатом Музея Королевских шотландцев в Эдинбургском замке.
С 2015 года одной из улиц в деревне Хокхед у местечка Пейсли присвоено имя Хью Макайвера.